# MFS Investment Management
MFS Investment Management (MFS) ist ein US-amerikanischer Finanzdienstleister mit Sitz in Boston, Vereinigte Staaten. Das Unternehmen war früher als Massachusetts Financial Services bekannt. Es bietet Investmentfonds an und ist in der Vermögensverwaltung tätig. Es ist eine Tochtergesellschaft des kanadischen Finanzunternehmens Sun Life Financial.
MFS ist eine der ältesten Vermögensverwaltungsgesellschaften der Welt. Sie gilt als Pionier der Investmentfonds. Der erste Investmentfonds, der Massachusetts Investors Trust, ist noch heute aktiv. MFS verwaltete zum 30. September 2024 ein Vermögen von 645,3 Milliarden US-Dollar.

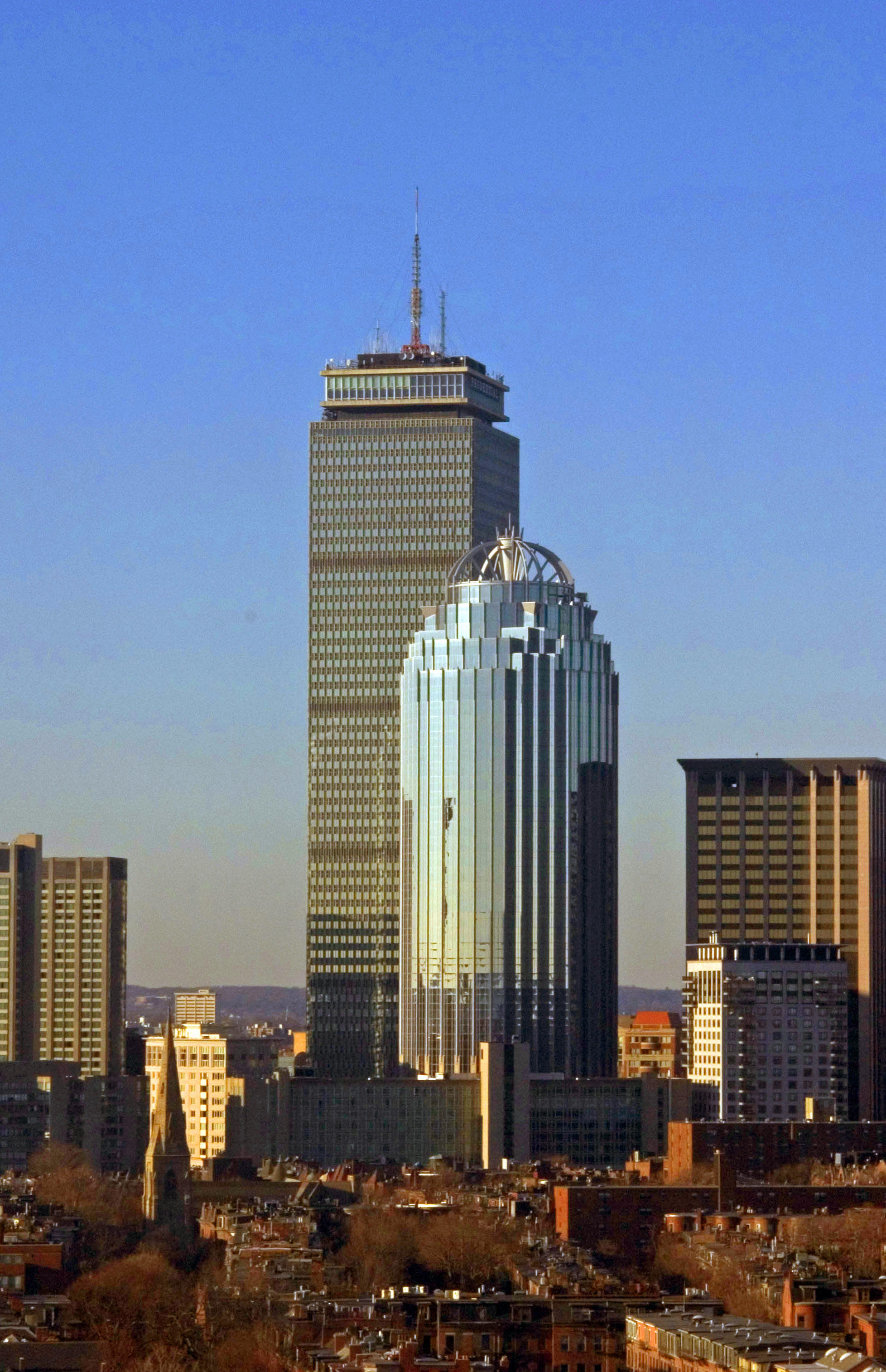
Hauptquartier MFS in Boston

## Geschichte
Das Unternehmen wurde 1924 von Sherman Adams, Charles H. Learoyd und Ashton L. Carr gegründet. Der älteste Fonds des Unternehmens ist der Massachusetts Investors Trust (MIT), ein Investmentfonds, der bei der Firmengründung mit 50.000 US-Dollar aufgelegt wurde und angeblich „der erste open-end Investmentfonds der Welt“ ist.
Das Unternehmen nutzte „Brokerage-Kanäle“, um seine Aktien öffentlich zu vermarkten und steigerte sein Vermögen im Laufe der nächsten fünf Jahre auf 14 Millionen Dollar. 1932 wurde Merrill Griswold wird zum Vorstandsvorsitzenden des MIT ernannt und richtete eine der ersten firmeninternen Research-Abteilungen der Branche ein.
Während viele Fonds im Zuge der Großen Depression schlossen, zählte der MIT dank seines konservativen Ansatzes zu den wenigen Fonds, die ihr Vermögen sogar steigern konnten. Der MIT gehörte ferner zu den ersten Fonds, die gemäß dem Securities Act von 1933 registriert wurden.
Die Treuhänder des MIT spielten eine wichtige Rolle beim Entwurf des Investment Company Act von 1940, der das Rückgrat der Finanzmarktregulierung in den USA bildet.
Zur Erweiterung des Produkt- und Dienstleistungsangebots wurde der MIT im Jahre 1969 zu Massachusetts Financial Services (MFS) umstrukturiert. 1970 gründete MFS ein Anleihenteam und bot seinen ersten Mischfonds, den MFS Total Return Fund, an. Der MFS Managed Municipal Bond Trust wurde als einer der ersten Fonds für Kommunalanleihen der USA 1976 aufgelegt.
1981 wurde der Massachusetts Financial International Trust-Bond Portfolio als erster weltweit diversifizierter Anleihefonds in den USA aufgelegt. Ein Jahr später wurde MFS von Sun Life Financial of Canada übernommen. Der MFS Municipal Income Trust wurde 1986 aufgelegt und war der erste geschlossene Fonds für High-Yield-Kommunalanleihen, der an der New York Stock Exchange gehandelt wird. 1995 wurde das erste Research-Hauses im Ausland in London eröffnet.
1996 wurde Massachusetts Financial Services in MFS Investment Management umbenannt. In den Folgejahren wurden weitere Research-Standorte eröffnet (1997 Singapur, 1998 Tokio, 2004 Mexiko-City, 2008 Sydney, 2011 Toronto, 2012 Hongkong und São Paulo). Im Januar 2025 brachte MFS seine ersten ETF-Produkte auf den Markt, darunter fünf verschiedene aktiv verwaltete Fonds.